# Площадь Бана Йосипа Елачича
Пло́щадь Ба́на Йо́сипа Ела́чича (хорв. Trg bana Josipa Jelačića), сокращённо — Пло́щадь Ба́на Ела́чича (хорв. Trg bana Jelačića), Ела́чичева пло́щадь (хорв. Jelačićev trg); среди местных жителей также распространены названия Ела́чич-плац (хорв. Jelačić-plac) и просто Пло́щадь (хорв. Trg); предыдущие названия — Пло́щадь Респу́блики (хорв. Trg Republike) и Ха́рмица (хорв. Harmica)) — центральная площадь Загреба, названная в честь графа Йосипа Елачича-Бужимского — австрийского полководца хорватского происхождения, бывшего баном Хорватии с 23 марта 1848 по 19 мая 1859 года.
Расположена ниже исторических районов Загреба Градеца и Каптола, и прямо к югу от рынка Долац на пересечении улиц Илица (с запада), Павла Радича (с северо-запада), Сплавница и Хармица (с севера), Бакачева (с северо-востока), Николе Юришича (с востока), Прашка (с юго-востока) и Людевита Гая (с юго-запада). Является центром пешеходной зоны в Доньи Граде (с хорв. — «Нижнем городе»).

## История
Площадь, изначально называвшаяся Хармицей, существует с XVII века, что демонстрируют стоящие на ней здания, принадлежащие к самым разнообразным архитектурным стилям: от классицизма и барокко до модерна. Самый старый дом под номером 18 был построен в 1827 году.

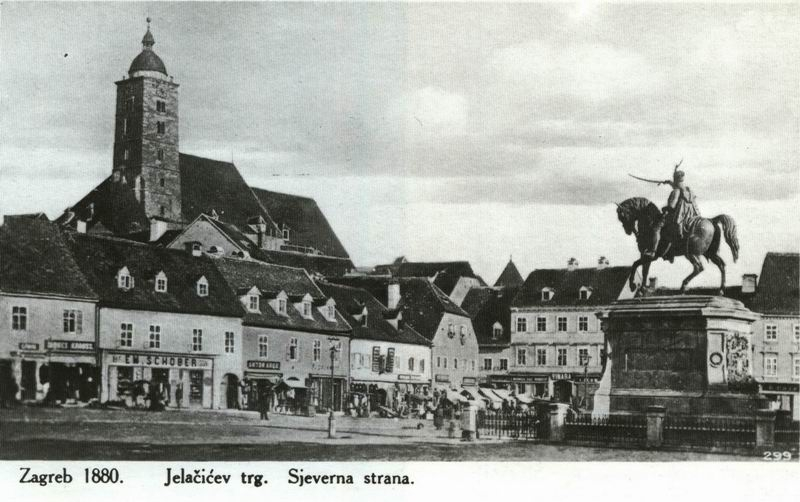
Вид с площади на Загребский собор. Открытка 1880 года

 В центре расположена конная статуя бана Йосипа Елачича, выполненная скульптуром Антоном Домиником Фернкорном и установленная на площади 19 октября 1866 года по решению властей Австрийской империи, несмотря на протесты горожан. Именем же самого бана площадь стала называться ещё в 1848 году.
В 1947 году статуя была демонтирована: пришедшие к власти в Югославии коммунисты объявили Елачича угнетателем Хорватии. Статуя была убрана в подвал галереи «Глиптотека». С этого момента площадь была переименована в Площадь Республики.
Готовясь к проведению в Загребе летней Универсиады 1987 года, городские власти отремонтировали площадь. Была заменена тротуарная плитка, площадь стала частью пешеходной зоны. Также был восстановлен фонтан Мандушевац, убранный в подземный коллектор вместе с ручьём Медвещак в 1898 году.
Незадолго до распада Югославии, после проведённых выборов в 1990 году к власти в Хорватии пришли представители Хорватского демократического содружества, пересмотревшие роль Йосипа Елачича в хорватской истории. Площадь опять получила имя бана. Была восстановлена и конная статуя, однако теперь она развёрнута в сторону юга. Ранее сабля Елачича указывала в сторону Венгрии в честь его участия в подавлении там революции.

## Площадь сегодня
Площадь Бана Йосипа Елачича — главное место для встреч людей в Загребе. Будучи частью пешеходной зоны, она свободна от автомобилей, но в то же время здесь пересекается много загребских трамвайных маршрутов. Днём через площадь проходят трамваи № 1, 6, 11, 12, 13, 14 и 17, а ночью — № 31, 32 и 34.
Многие дома площади имеют старинные фасады, требующие реставрации. Это является выгодным для компаний, использующих строительную сетку для размещения рекламных постеров.
На юго-западе площади расположен Небодер (хорв. Neboder, «Небоскрёб») — первое высотное здание в Загребе, построенное в 1959 году. На востоке — фонтан Мандушевац. Ещё восточнее — здание Загребского банка, крупнейшего в Хорватии.
У дома № 3 расположен шарик из нержавеющей стали диаметром около 2 сантиметров — это «Венера» в художественной инсталляции «Модель Солнечной системы», существующей в городе с 2004 года.

## Фотогалерея

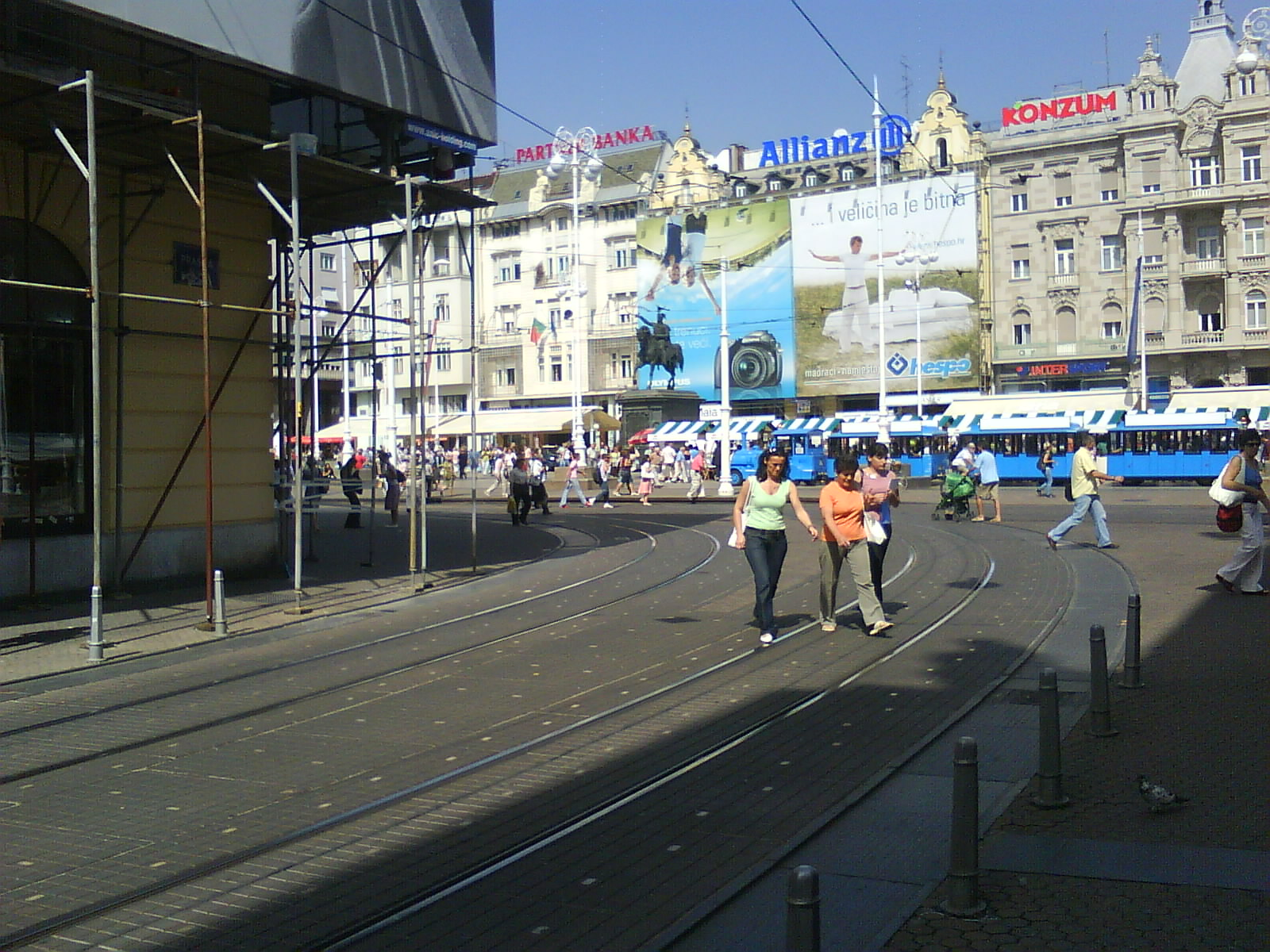
Вид на площадь с улицы Прашка
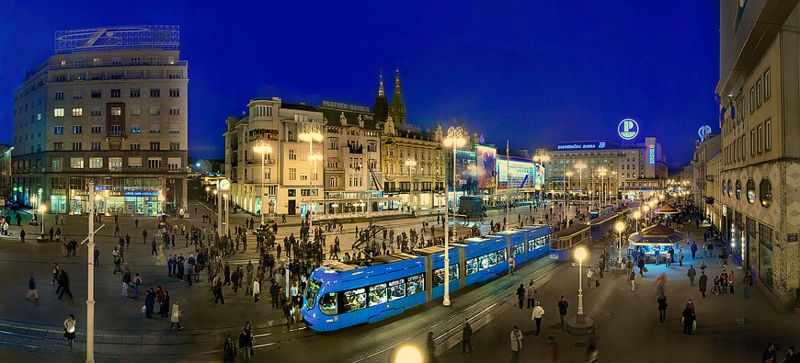
Вид на площадь с улицы Илица
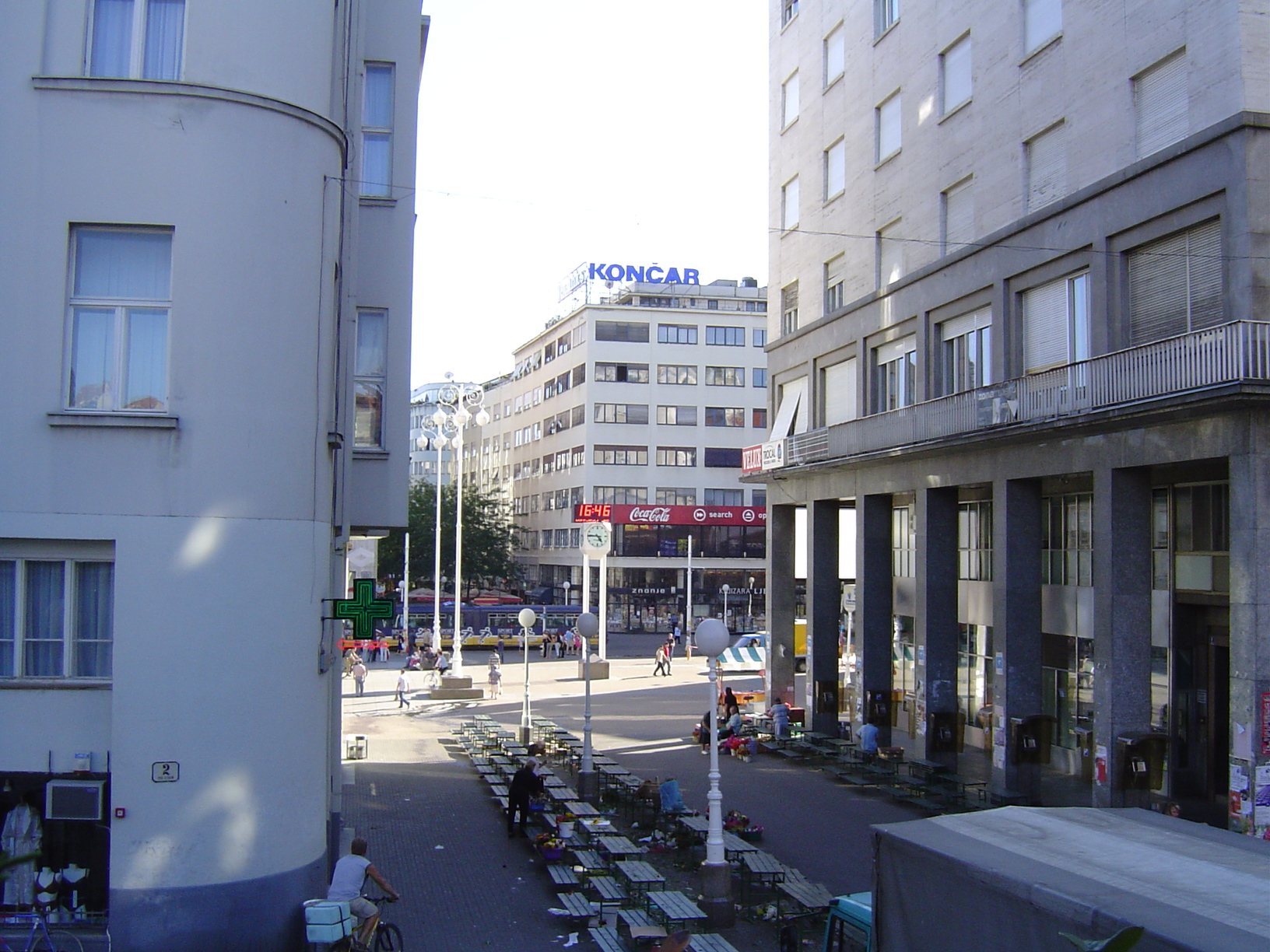
Вид на площадь с улицы Сплавица
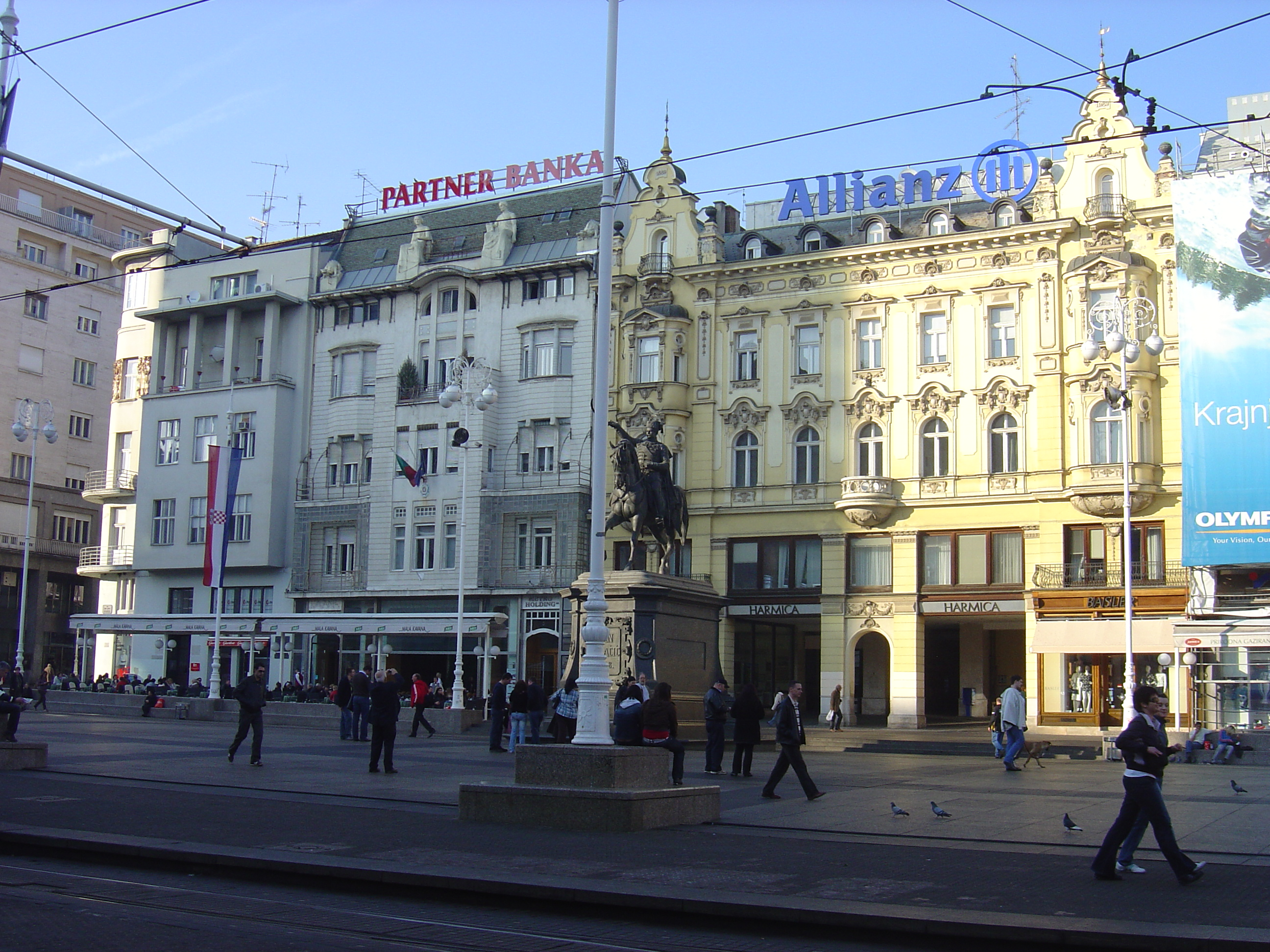
Вид на площадь с улицы Людевита Гая
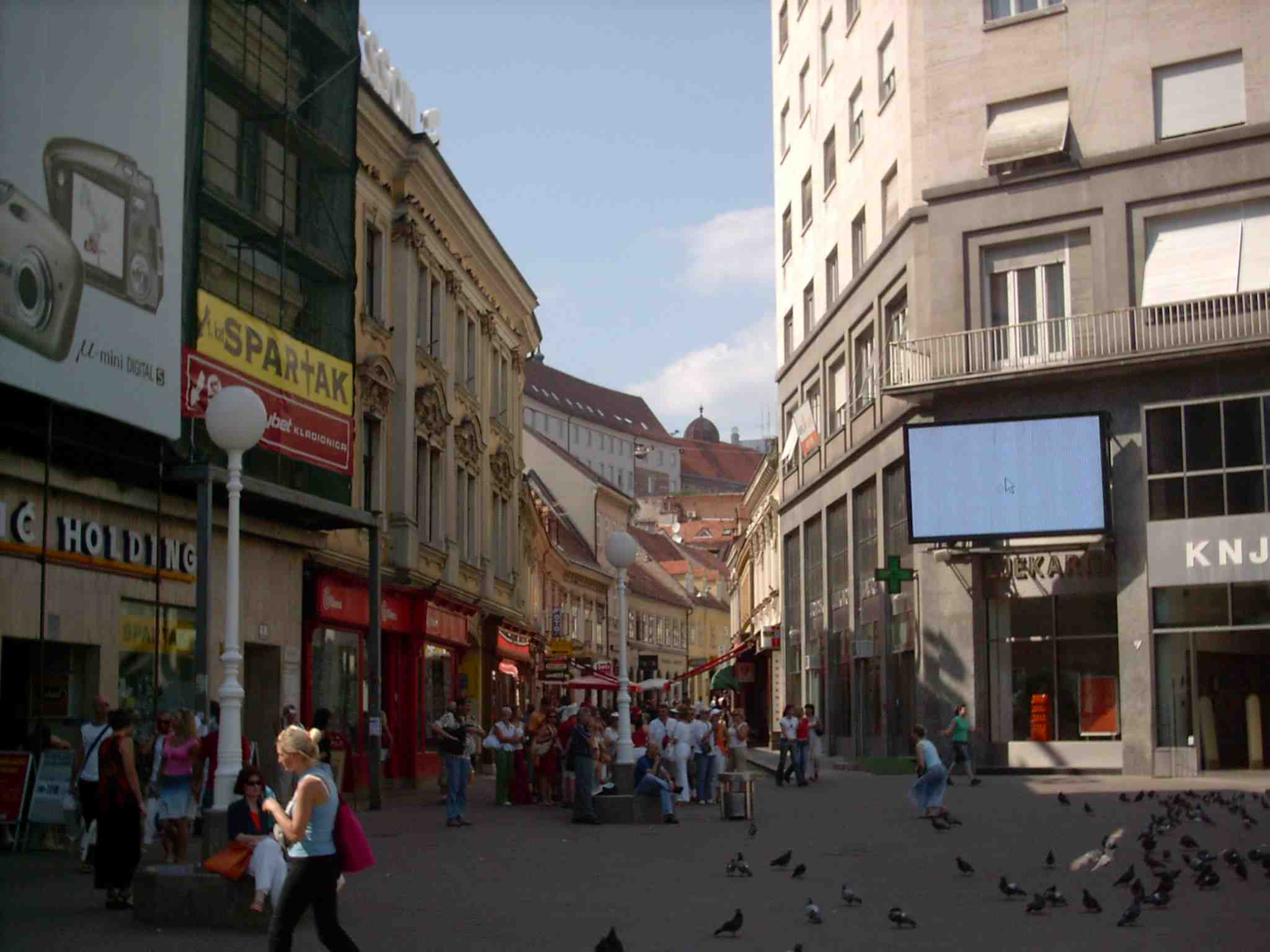
Вид с площади на улицу Павле Радича
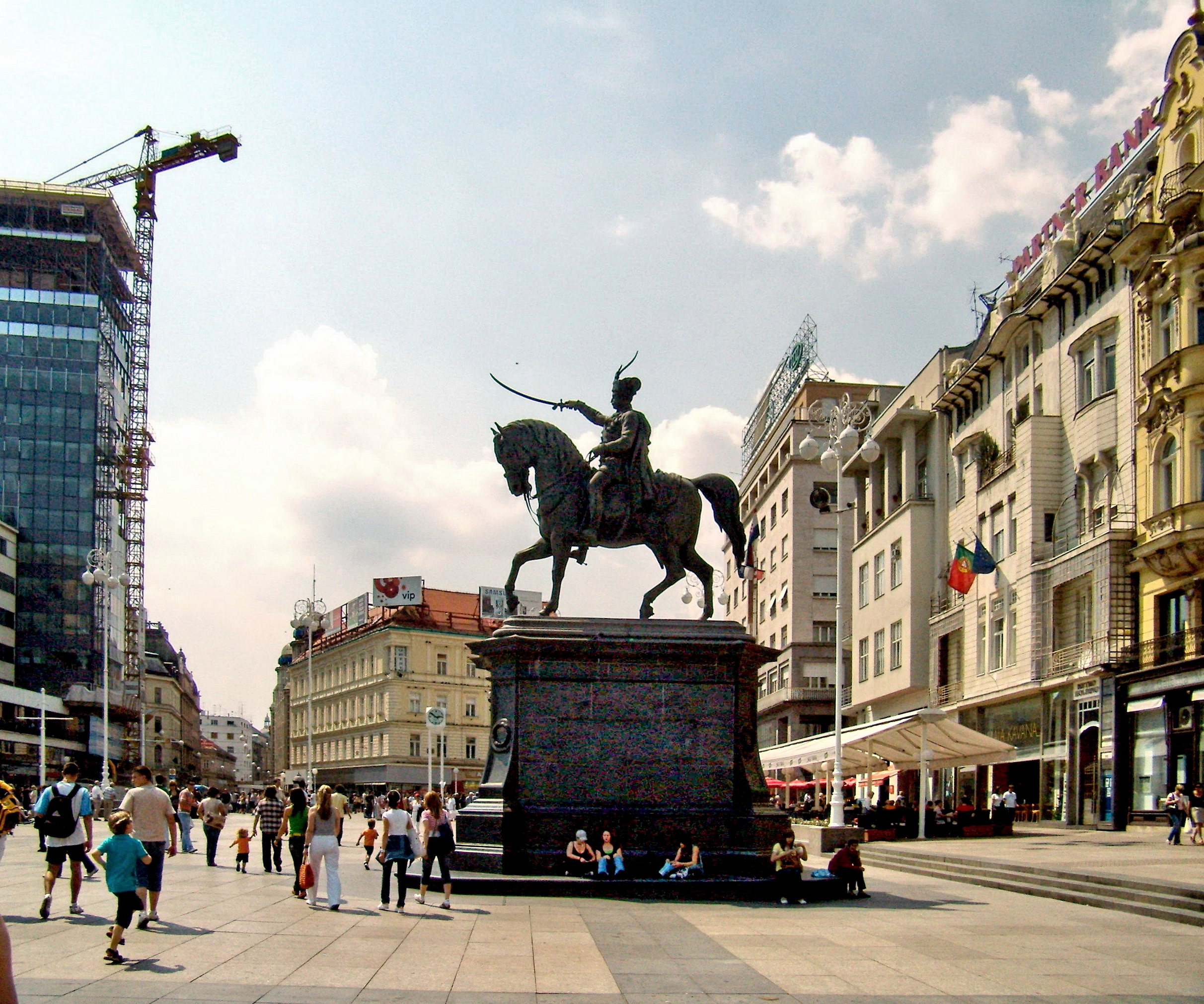
Памятник Йосипу Елачичу
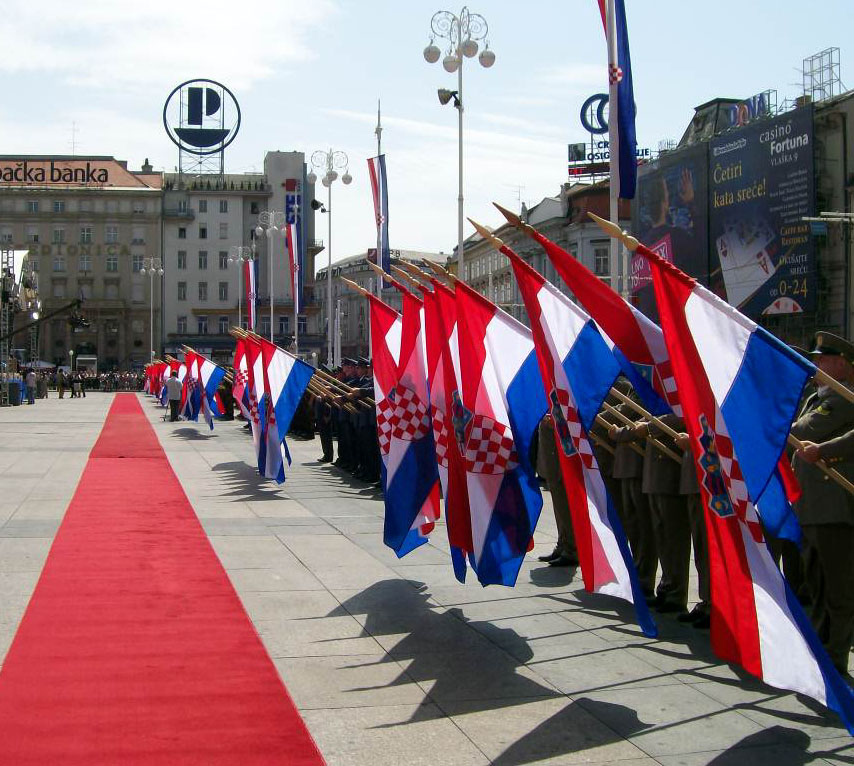
Парад, посвящённый дню независимости
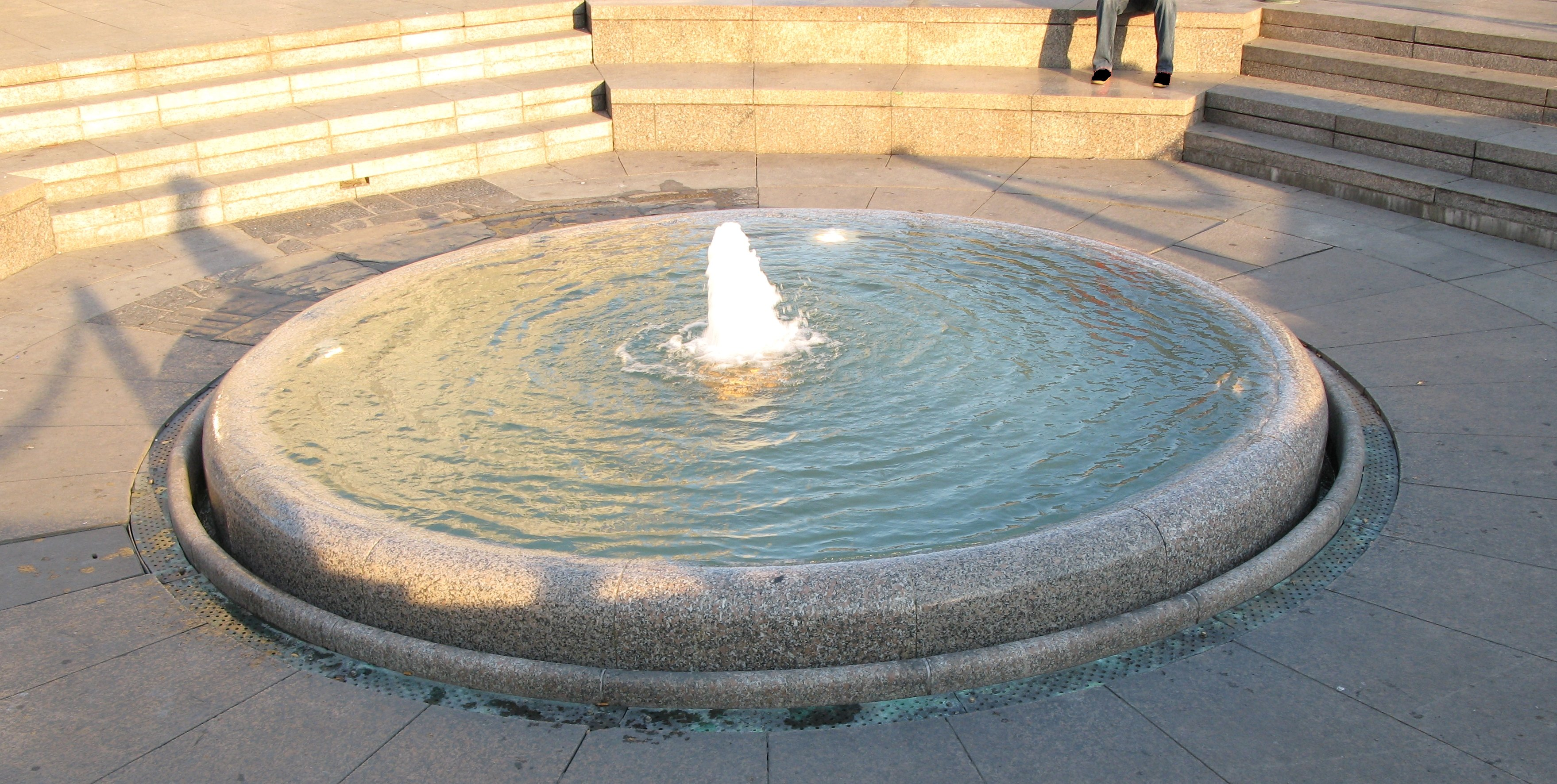
Фонтан Мандушевац
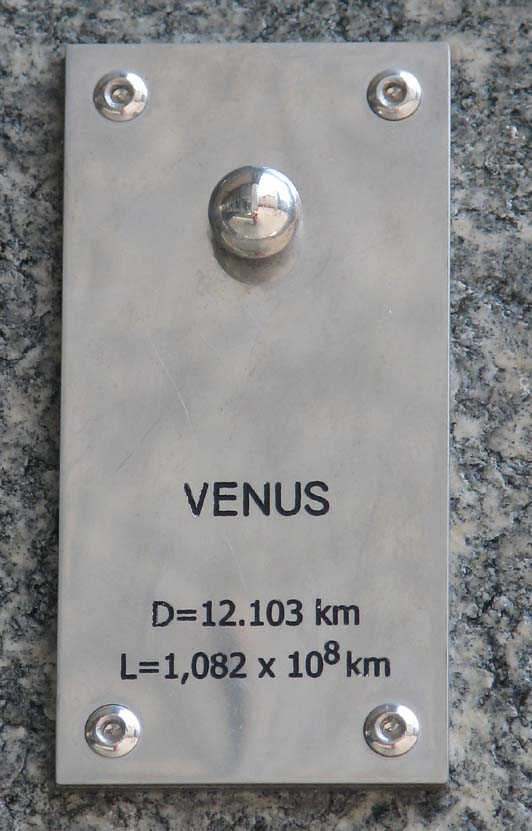
«Венера» в «Модели Солнечной системы» (дом № 3)